# Bernécourt
Bernécourt település Franciaországban, Meurthe-et-Moselle megyében. Lakosainak száma 175 fő (2022. január 1.). Bernécourt Flirey, Grosrouvres, Hamonville, Mandres-aux-Quatre-Tours, Noviant-aux-Prés és Seicheprey községekkel határos.

## Népesség
A település népességének változása:
| Lakosok száma | 190  | 177  | 187  | 172  | 186  | 186  | 179  | 174  | 174  | 175  |
|               | 1968 | 1982 | 1990 | 2006 | 2013 | 2015 | 2017 | 2019 | 2020 | 2022 |